# Europacup skeleton 2005/2006
De Europacup skeleton 2005/2006 bestond uit vijf wedstrijden op Europees grondgebied, waarvan er uiteindelijk één werd afgelast vanwege de slechte weersomstandigheden. Aan de Europacup doen ook niet-Europese deelnemers mee.

## Mannen

### Individueel
| rang   | naam             | land | punten |
| ------ | ---------------- | ---- | ------ |
| Goud   | Yon Montgomery   | CAN  | 230    |
| Zilver | Martin Brugger   | AUT  | 217    |
| Brons  | Eric Gaulin      | AUT  | 210    |
| 4      | Robert Murray    | USA  | 196    |
| 5      | Michael Douglas  | CAN  | 190    |
| 6      | Chris Hedquist   | USA  | 180    |
| 7      | Wolfram Lösch    | GER  | 175    |
| 8      | Greg Kirk        | GBR  | 159    |
| 9      | Sebastian Haupt  | GER  | 145    |
|        | Alberto Polacchi | ITA  | 145    |
| 11     | Keith Loach      | CAN  | 143    |
| 12     | Kyle Tress       | USA  | 139    |
| 13     | Andy Wood        | GBR  | 137    |
| 14     | Masanori Inoue   | JPN  | 123    |
| 15     | Nicola Drocco    | ITA  | 109    |

### Landenklassement
| rang   | naam                | land | punten |
| ------ | ------------------- | ---- | ------ |
| Goud   | Verenigde Staten    | USA  | 275    |
| Zilver | Oostenrijk          | AUT  | 266    |
| Brons  | Duitsland           | GER  | 252    |
| 4      | Verenigd Koninkrijk | GBR  | 243    |
| 5      | Canada              | CAN  | 223    |

## Vrouwen

### Individueel
| rang   | naam               | land | punten |
| ------ | ------------------ | ---- | ------ |
| Goud   | Marion Trott       | GER  | 355    |
| Zilver | Bree Schaaf Boyer  | USA  | 255    |
| Brons  | Kathleen Lorenz    | GER  | 250    |
| 4      | Kati Klinzing      | GER  | 242    |
|        | Amy Gough          | CAN  | 230    |
| 6      | Charnia Weightman  | GBR  | 225    |
| 7      | Keslie Tomlinson   | USA  | 215    |
| 8      | Sarah Reid         | CAN  | 185    |
| 9      | Kim Krowlewski     | USA  | 137    |
| 10     | Maggi Davies       | GBR  | 130    |
| 11     | Marci Francis      | USA  | 130    |
| 12     | Natasha Ellison    | CAN  | 121    |
| 13     | Emily Malcolm      | CAN  | 104    |
| 14     | Donna Creighton    | GBR  | 102    |
| 15     | Samantha Blackwell | GBR  | 95     |

### Landenklassement
| rang   | naam                | land | punten |
| ------ | ------------------- | ---- | ------ |
| Goud   | Duitsland           | GER  | 228    |
| Zilver | Verenigde Staten    | USA  | 195    |
| Brons  | Verenigd Koninkrijk | GBR  | 171    |
| 4      | Canada              | CAN  | 161    |
| 5      | Rusland             | RUS  | 71     |